# 北条時直
北条 時直（ほうじょう ときなお）は、鎌倉時代中期から末期の北条氏の一門で武将。北条実時の子、または北条政顕の子、北条実村の子とも。長門探題。金沢 時直（かねさわ ときなお）とも。

## 生涯
永仁3年（1295年）から文保元年（1317年）まで上野介、大隅守護を務めた。永仁5年（1297年）、鎮西評定衆に任命され、鎮西探題となった兄弟（または祖父もしくは叔父）の北条実政とともに西国へ下り、これを補佐する。元亨3年（1323年）、周防・長門の守護に任命され、長門探題となる。
元弘3年/正慶2年（1333年）閏2月11日、及び3月12日に祝安親、土居通増、得能通綱、忽那重清らが後醍醐天皇に呼応して倒幕の挙兵をすると、これを鎮圧するために伊予へ進軍するが、石井浜・星岡で相次いで敗れ、長門まで後退する。さらに、山陰から宮方に長門を攻められたが、援軍の到着もあって撃退することに成功する。
5月、厚東・由利・高津などの討幕軍に攻められて瀬戸内海に逃れる。そして海上で六波羅探題、鎮西探題、鎌倉幕府が相次いで宮方の攻撃によって滅び孤立無援となった。このため5月26日、朝廷方の少弐貞経に降伏し、罪を許されて本領を安堵された。しかし程なく没した。死因は病死であったという。
子の北条上野四郎は時直の死の2年後に反乱を起こすが、鎮圧されて殺された。